# معركة أجينكور
 معركة أجينكور  هي معركة حربية وقعت في 25 أكتوبر 1415 بين الجيشين الإنجليزي والفرنسي قرب قرية أجنكور شمالي فرنسا، تمكّن خلالها الجيش الإنجليزي بقيادة هنري الخامس من هزيمة الجيش الفرنسي الذي كان يفوقه عدة وعددا، حيث يقدر قوام الجيش الإنجليزي بحوالي 6000 إلى 9000 جندي معظمهم من رماة الأقواس الطويلة مقابل جيش فرنسي كبير يقدر عدده بمابين 12000 إلى 36000 جندي الكثير منهم فرسان مدرعون و مدربون على القتال، حيث تمكّن رماة السهام الطويلة بمساندة عدد قليل من المشاة حاملي الرماح وسلاح فرسان صغير من إلحاق هزيمة منكرة بجيش فرنسي مكون من عدد كبير من الفرسان ويعزى ذلك إلى وضعية أرضية المعركة التي لم تكن لصالح سلاح الفرسان الثقيل وبراعة رماة السهام الإنجليز، انتهت المعركة بعدد قتلى محدود في صفوف الإنجليز مقابل خسائر جسيمة في صفوف الجيش الفرنسي الذي فقد في تلك المعركة ألاف الجنود وزهرة نبلاء فرنسا.
تعد هذه المعركة ثالثة الانتصارات الكبرى للإنجليز خلال حرب المئة عام وقد كتب الكاتب المسرحي وليام شكسبير عن هذه المعركة في مسرحيته التاريخية هنري الخامس. كان انتصار هنري الخامس مؤثرًا، فقد نقلت الحرب إلى مرحلة جديدة، تزوج هنري خلالها من ابنة ملك فرنسا، وأصبح ابنه وليًا لعهد فرنسا. ورغم ذلك، لم يستطيع خليفته هنري السادس استثمار تلك المكاسب.

## ما قبل المعركة
في عام 1415، استمرت حرب المائة عام في شمال فرنسا، فبعد قضاء هنري الخامس ملك الإنجليز أشهر الخريف في حملاته العسكرية بشمال فرنسا وفي طريقه إلى بلاده واجه جيشًا هائلاً من الفرنسيين كان يتعقبه بقيادة جون لومانغر وشارل دالبرت، كان الجيش الفرنسي يتألف من مجموعة من النبلاء المنقسمين فيما بينهم بسبب الصراعات الداخلية بينما كان الجيش الإنجليزي جيد التنظيم وتحت إمرة قائد محنك هو هنري الخامس. ليلة المعركة قبل التقاء الجيشين قرب أجينكور، سقطت أمطار غزيرة جعلت أرض المعركة موحلة مما أثّر سلبًا على الفرسان الفرنسيين المثقلين بالدروع أثناء المعركة في مواجهة جيش الإنجليز المكون في الأساس من رماة الأقواس خفيفي التدريع.

## روايات متناقضة
وُثقت معركة أجينكور جيدًا من خلال سبع روايات معاصرة على الأقل، ثلاثة منها من شهود عيان. لم يكن الموقع التقريبي للمعركة موضع خلاف قطّ، وظل الموقع دون تغيير نسبيًا بعد 600 عام.
مباشرة بعد المعركة، استدعى هنري رسولي الجيشين الذين راقبا المعركة مع الرسول الفرنسي الرئيسي مونجوا، واتفقوا على تسمية المعركة باسم أجينكور، نسبةً لأقرب مكان محصن. اثنتان من أكثر الروايات التي يتم الاستشهاد بها تأتيان من مصادر بورغندية، إحداها من جان لو فيفر دي سان ريمي الذي كان حاضرًا في المعركة، والأخرى من إنغيراند دو مونترليت. تأتي رواية شاهد العيان الإنجليزي من المؤلف المجهول لسجل الوقائع جيستا هينريتشي كوينتي، الذي يُعتقد أن ممثلًا دينيًا قد كتبه في منزل الملك والذي من الممكن أنه مكث في قطار الأمتعة أثناء المعركة. تتضمن عملية إعادة تقييم حديثة لاستراتيجية هنري لحملة أجينكورت هذه الروايات الثلاثة وتجادل بأن الحرب كان يُنظر إليها على أنها إجراءات قانونية مناسبة لحل الخلاف حول المطالبات بالعرش الفرنسي.

## الحملة
غزا هنري الخامس فرنسا بعد فشل المفاوضات مع الفرنسيين. طالب بلقب ملك فرنسا من خلال جده الأكبر إدوارد الثالث ملك إنجلترا، على الرغم من أن الملوك الإنجليز كانوا مستعدين بشكل عام للتخلي عن هذا الادعاء عمليًا إذا اعترف الفرنسيون بالمطالبة الإنجليزية بآكيتين والأراضي الفرنسية الأخرى (شروط معاهدة بريتيني). دعا في البداية إلى المجلس العظيم في ربيع عام 1414 لمناقشة خوض الحرب مع فرنسا، لكن اللوردات أصروا على ضرورة التفاوض بشكل أكبر وتخفيف مطالبه. في المفاوضات التي تلت ذلك، قال هنري إنه سيتخلى عن مطالبته بالعرش الفرنسي إذا دفع الفرنسيون 1.6 مليون كرونة مستحقة من فدية يوحنا الثاني (الذي أُسِر في معركة بواتييه عام 1356)، وتنازل عن الملكية الإنجليزية لأراضي أنجو وبريتاني وفلاندرز ونورماندي وتورين وكذلك آكيتين. سيتزوج هنري من كاثرين، ابنة تشارلز السادس الصغيرة، ويتلقى مهرًا يبلغ مليوني كرونة.
استجاب الفرنسيون بما اعتبروه شروط الزواج السخية من كاثرين، وهو مهر قدره 600000 كرونة، وآكيتين موسعة. بحلول عام 1415 توقفت المفاوضات، إذ زعم الإنجليز أن الفرنسيين سخروا من ادعاءاتهم وسخروا من هنري نفسه. في ديسمبر 1414، اقتنع البرلمان الإنجليزي بمنح هنري «إعانة مزدوجة»، وهي ضريبة تبلغ ضعف المعدل التقليدي، لاستعادة ميراثه من الفرنسيين. في 19 أبريل 1415، طلب هنري مرة أخرى من المجلس العظيم الموافقة على الحرب مع فرنسا، ووافقوا هذه المرة.
نزل جيش هنري شمال فرنسا في 13 أغسطس 1415 محملًا على متن أسطول ضخم. غالبًا ما قيل أنه يتألف من 1500 سفينة، ولكنه على الأرجح كان أقل بكثير. يقترح ثيودور بيك أيضًا وجود «طبيب الملك ومجموعة صغيرة من الجراحين» من جيش هنري. توماس مورستيد، جراح هنري الخامس الملكي ، سبق أن تعاقد مع الملك لتزويد فريق من الجراحين وصانعي الأدوات الجراحية للمشاركة في حملة أجينكورت. حاصر الجيش المؤلف من حوالي 12000 رجل وما يصل إلى 20000 حصان ميناء هارفليور. استغرق الحصار وقتًا أطول مما كان متوقعًا. استسلمت المدينة في 22 سبتمبر، ولم يغادر الجيش الإنجليزي حتى 8 أكتوبر. كان موسم الحملات العسكرية على وشك الانتهاء، وعانى الجيش الإنجليزي من العديد من الضحايا بسبب الأمراض. بدلًا من الانسحاب مباشرة إلى إنجلترا لفصل الشتاء، مع حملته المكلفة التي أسفرت عن الاستيلاء على بلدة واحدة فقط، قرر هنري تحريك معظم جيشه (حوالي 9000) عبر نورماندي إلى ميناء كاليه، المعقل الإنجليزي في شمال فرنسا، ليثبت من خلال وجوده في المنطقة على رأس الجيش أن حقه في الحكم في الدوقية كان أكثر من مجرد مطالبة قانونية وتاريخية. قصد أيضًا أن تكون المناورة بمثابة استفزاز متعمد للمعركة التي تستهدف الدوفين الذي فشل في الاستجابة لتحدي هنري الشخصي للقتال في هارفليور.
أثناء الحصار، كان الفرنسيون قد أقاموا جيشًا تجمع حول نهر السوم. لم يكن هذا جيشًا إقطاعيًا بشكل صارم، بل كان جيشًا مأجورًا من خلال نظام مشابه لنظام الإنجليز. كان الفرنسيون يأملون في جمع 9000 جندي، لكن الجيش لم يكن مستعدًا في الوقت المناسب لتخليص هارفليور.
بعد أن سار هنري الخامس إلى الشمال، تحرك الفرنسيون لمنعهم على طول نهر السوم. نجحوا لبعض الوقت، ما أجبر هنري على التحرك جنوبًا، بعيدًا عن كاليه، للعثور على مخاضة ما. عبر الإنجليز أخيرًا نهر السوم جنوب بيرون في بيثآنكورت وفويّين واستأنفوا السير شمالًا.
بدون عقبة نهرية للدفاع، كان الفرنسيون مترددين بشن المعركة. لقد تعقبوا جيش هنري مع إطلاق تحذير للنبلاء، داعيين النبلاء المحليين للانضمام إلى الجيش. بحلول 24 أكتوبر، واجه كلا الجيشين بعضهما البعض في المعركة، لكن الفرنسيين رفضوا المواجهة، على أمل وصول المزيد من القوات. أمضى الجيشان ليلة 24 أكتوبر في أرض مفتوحة. في اليوم التالي بدأ الفرنسيون المفاوضات كتكتيك للتأخير، لكن هنري أمر جيشه بالتقدم وبدء معركة كان يفضل تجنبها أو أن يقاتل دفاعيًا نظرًا لحالة جيشه: وهكذا تحقق نصر معركة كريسي وانتصارات الأقواس الطويلة الشهيرة الأخرى. لم يكن لدى الإنجليز سوى القليل من الطعام، فقد ساروا 260 ميلًا (420 كم) خلال أسبوعين ونصف، وكانوا يعانون من الأمراض كالزحار، وكانوا يفوقون عدد الرجال الفرنسيين المجهزين جيدًا. قطع الجيش الفرنسي طريق هنري إلى كاليه الآمنة، وسيؤدي تأخير المعركة إلى إضعاف جيشه المتعب والسماح لمزيد من القوات الفرنسية بالوصول.

## التهيئة

### ساحة المعركة
الموقع الدقيق للمعركة غير معروف. قد يكون في الشريط الضيق للأرض المفتوحة التي تشكلت بين غابات تراميكورت وأجينكور (بالقرب من قرية اجينكور الحديثة). ومع ذلك، أدى عدم وجود أدلة أثرية في هذا الموقع التقليدي إلى اقتراحات بأن القتال قد وقع غرب أجينكور. في عام 2019، طرح المؤرخ مايكل ليفينغستون أيضًا مسألة موقع غربي أجينكور بناءً على مراجعة للمصادر والخرائط المبكرة.

### نشر القوات الإنجيلزية
في وقت مبكر من يوم 25، نشر هنري جيشه (حوالي 1500 رجل مسلح و 7000 من رماة الأقواس الطويلة) عبر جزء من مضيق طوله 750 ياردة (690 م). قُسم الجيش إلى ثلاث مجموعات، الجناح الأيمن بقيادة إدوارد دوق يورك، والوسط بقيادة الملك نفسه، والجناح الأيسر تحت قيادة البارون توماس كامويس المتمرس. كان الرماة بقيادة السير توماس اربينغهام وهو أحد المحاربين القدامي المحنكين. من المحتمل أن يكون الإنجليز قد تبنوا خط معركتهم المعتادة المتمثلة في رماة الأقواس الطويلة على كلا الجانبين، مع وجود رجال مسلحين وفرسان في الوسط. ربما قاموا أيضًا بنشر بعض الرماة في وسط الخط. وُضع الرجال الإنجليز المسلحين والمدرعين بالترس الصفائحي متراصين كتفًا إلى كتف. قام الرماة الإنجليز والويلزيون على الأجنحة بتثبيت أوتاد خشبية مدببة، أو سور أوتاد، بزاوية إلى الأرض لإجبار الفرسان على الانحراف. يمكن أن يكون هذا الاستخدام للأوتاد مستوحى من معركة نيكوبوليس عام 1396، حيث استخدمت قوات الإمبراطورية العثمانية التكتيك ضد سلاح الفرسان الفرنسي.
أدلى الإنجليز باعترافاتهم قبل المعركة كما جرت العادة. كان هنري قلقًا من قيام العدو بغارات مفاجئة، ورغب في أن تواصل قواته التركيز، وأمر جميع رجاله بقضاء الليلة التي سبقت المعركة في صمت، متألمين بعد قطع إحدى آذانهم. قال لرجاله إنه يفضل الموت في المعركة القادمة على أن يتم أسره ومقايضته بفدية.
ألقى هنري خطابًا أكد فيه على عدالة قضيته، مذكّرًا جيشه بالهزائم العظيمة السابقة التي ألحقها ملوك إنجلترا بالفرنسيين. دفعته المصادر البورغندية إلى اختتام الخطاب بإخبار رجاله أن الفرنسيين تفاخروا بأنهم سيقطعون إصبعين من اليد اليمنى لكل رامي، حتى لا يتمكن أبدًا من سحب قوس طويل مرة أخرى، وتبقى صحة هذا الأمر موضع تساؤل. كان الموت هو المصير الطبيعي لأي جندي لا يمكن دفع فدية مقابله.